# Barbara Trojan
Barbara Pysz-Trojan (ur. 29 grudnia w Bielsku-Białej) – polska wokalistka popowa i country'owa.

## Życiorys
Ukończyła Średnią Szkołę Muzyczną w klasie skrzypiec (1971), a następnie Akademię Muzyczną im. Karola Szymanowskiego w Katowicach w Katowicach na Wydziale Pedagogicznym (1976). Od lat 70. członkini Zaiksu. W czasach studenckich występowała jako solistka. W późniejszym okresie weszła w skład zespołów: Chorus, Full, Partita, Familia i do chwili obecnej – zespołu Gang Marcela, którego jest współzałożycielką. Wykonawczyni wielu przebojów grupy, takich jak: Kto jeśli nie ty, Znajdziemy pośród trosk, Za jeden grosz, Sen jak dym, Miłość nie liczy lat i in. Ma na swym koncie wiele albumów nagranych z Gangiem Marcela, m.in.: Tyle złamanych serc (1984), Byle do przodu (1993), Mamy święta (1994), Pytanie o sens (1997), Nastrój świąt (1997), Bieszczady czyli country na swojska nutę (1997), Śląski bukiet (1998) czy Nie tylko kasa (2000). Bierze udział we współtworzeniu wydawanych przez dwie firmy Marcela Trojana, pozycji albumowych (wydawnictwa ilustracyjno-słowno-muzyczne). Obecnie zamieszkała w Bielsku-Białej.

## Życie prywatne
Od 1982 roku żona Marcela Trojana. Mają dwóch synów: Davida i Jakuba.